# Решетов, Илья Фёдорович
Илья Фёдорович Решетов (28 июня (10 июля) 1894, деревня Комарово, Никольский уезд, Вологодская губерния, Российская империя — 30 октября 1937, Москва, СССР) — сотрудник ЧК-ОГПУ-НКВД СССР, комиссар государственной безопасности 3-го ранга (1935). Начальник Управления НКВД Свердловской области, затем помощник начальника Транспортного (VI-го) отдела ГУГБ НКВД СССР.

## Ранние годы
Из рабочей семьи, чернорабочий, масленщик на прядильной фабрике в Костроме (1910—1913). Писец канцелярии Костромского уездного съезда с 1913 по апрель 1914. С 1912 в партии эсеров, находился в ссылке в Сибири, где познакомился с Л. Б. Каменевым и Я. С. Аграновым. С 1912 член различных социалистических партий, неоднократно арестовывался. Как член партии левых эсеров в Костроме входил в состав Костромского губкома и редколлегий партийных газет «Социалист-революционер» и «Пламя борьбы». Вышел из партии левых эсеров в сентябре 1918 и примкнул к группе «Воля труда», преобразованной затем в Партию революционного коммунизма. В 1920 Партия революционного коммунизма влилась в РКП(б). В 1916—1917 в русской императорской армии, рядовой военной части в Красноярске, затем прапорщик, командир роты, начальник учебной команды 88-го запасного полка. В 1917—1918 командир роты общественной безопасности Костромы. В 1918 член Исполкома Костромского совета, следователь, общественный защитник, обвинитель Костромского губернского Революционного Трибунала. В 1918—1919 учился на гуманитарном факультете Костромского университета.

## РККА
Организовывал 1-ю Костромскую сотню РККА с марта по апрель 1918. С мая 1919 командир 2-го батальона 184-го Костромского полка 2-й армии на Восточном фронте, в боях был ранен в бедро и находился на лечении в Костроме. Секретарь Костромского комитета Партии революционного коммунизма. В 1919—1920 член Штаба партизанских отрядов при ЦК Партии революционного коммунизма.

## ВЧК-ОГПУ-НКВД
В 1920—1921 начальник Секретно-оперативной части, заместитель председателя ЧК Трудовой Коммуны Немцев Поволжья, начальник Секретно-оперативной части, заместитель председателя Брянской губЧК. В 1921—1922 начальник Секретно-оперативной части, заместитель председателя Костромской губЧК — губотдела ГПУ. В 1922—1923 заместитель начальника, начальник 4-го специального отделения Секретного отдела ГПУ НКВД РСФСР. В 1922—1925 начальник 3-го отделения Секретного отдела ГПУ НКВД РСФСР — ОГПУ при СНК СССР, начальник Подотдела по интеллигенции Секретного отдела ГПУ НКВД РСФСР, помощник начальника Секретного отдела ГПУ НКВД РСФСР. В 1923—1924 начальник 5-го отделения Секретного отдела ОГПУ при СНК СССР. В 1924—1926 начальник 2-го отделения Секретного отдела ОГПУ при СНК СССР. В 1926—1928 начальник Секретно-оперативного управления Полномочного представительства ОГПУ по Дальнему Востоку — Дальне-Восточному краю. В 1927—1928 заместитель полномочного представителя ОГПУ при СНК СССР по Дальне-Восточному краю. В 1928—1929 начальник 5-го отделения Секретного отдела ОГПУ при СНК СССР, помощник начальника Секретного отдела ОГПУ при СНК СССР. В 1929—1933 полномочный представитель ОГПУ при СНК СССР по Нижегородскому — Горьковскому краю. В 1933—1934 полномочный представитель ОГПУ при СНК СССР по Уралу, полномочный представитель ОГПУ по Свердловской области. В 1934—1936 начальник Управления НКВД по Свердловской области. В 1936—1937 помощник начальника Транспортного — 6-го отдела ГУГБ НКВД СССР.

## Репрессии

### Российская империя
Уволен с фабрики за руководство тремя забастовками. В 1913 арестован в Костроме в связи с провалом подпольной эсеровской библиотеки. 9 апреля 1914 арестован в Костроме, сидел в тюрьме Костромы по июль 1914, после чего осуждён к административной высылке в Енисейскую губернию. Будучи в ссылке, арестовывался в 1915 и в мае 1916. С мая по август 1916 в Енисейской тюрьме.

### Советский союз
Арестован 8 июня 1937. Приговорён ВКВС СССР 30 октября (по другим данным, на день раньше) 1937 по обвинению в том, что состоял членом контрреволюционной террористической организации правых, к ВМН, расстрелян в тот же день. Реабилитирован 10 августа 1957 этим же судебным органом, приговор отменён и дело прекращено за отсутствием состава преступления.

## Место жительства
Перед арестом проживал в Москве.

## Награды
- Орден Красного Знамени от 20 декабря 1937;
- Почётный сотрудник госбезопасности — два знака[4].